# Euphorbia opuntioides
Euphorbia opuntioides är en törelväxtart som beskrevs av Friedrich Welwitsch och William Philip Hiern. Euphorbia opuntioides ingår i släktet törlar, och familjen törelväxter.
Artens utbredningsområde är Angola. Inga underarter finns listade i Catalogue of Life.

## Bildgalleri

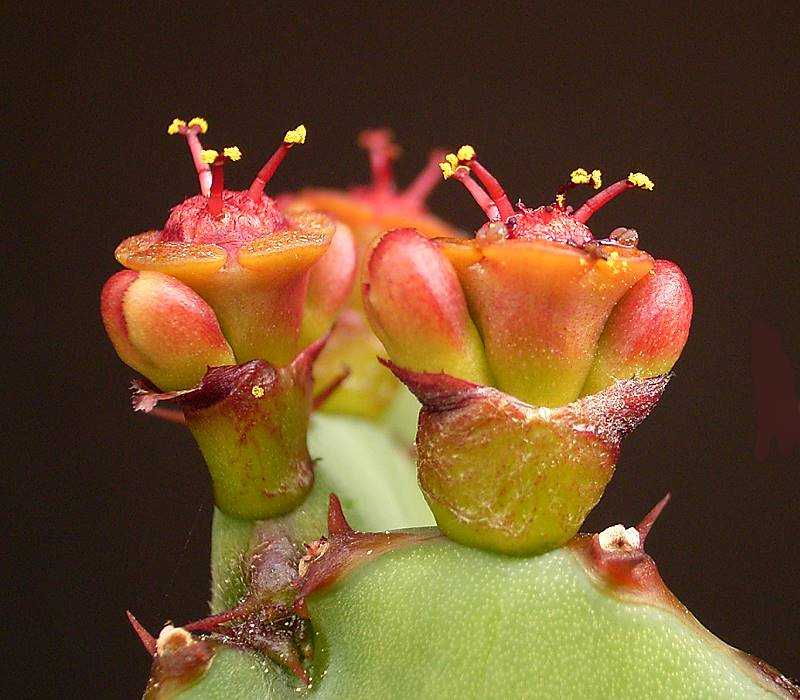
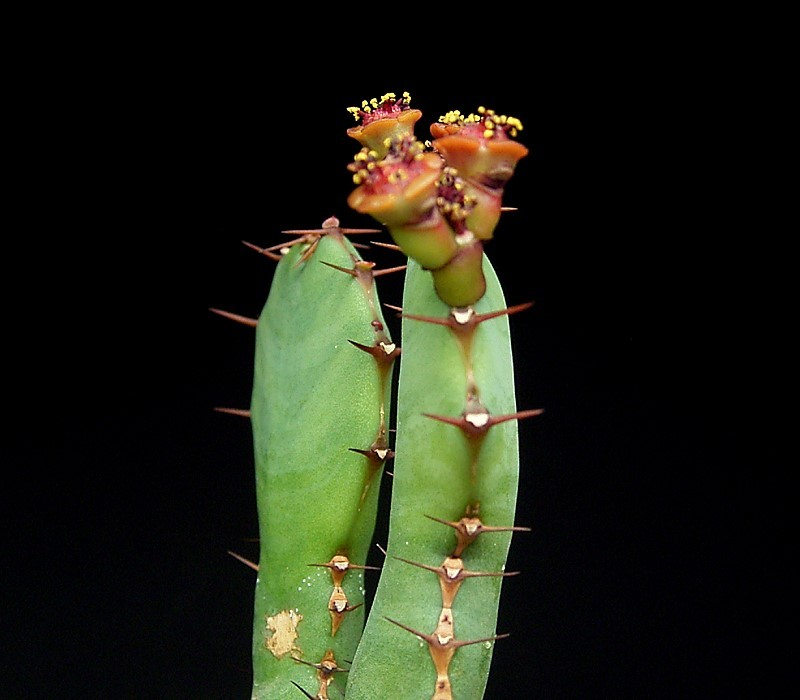
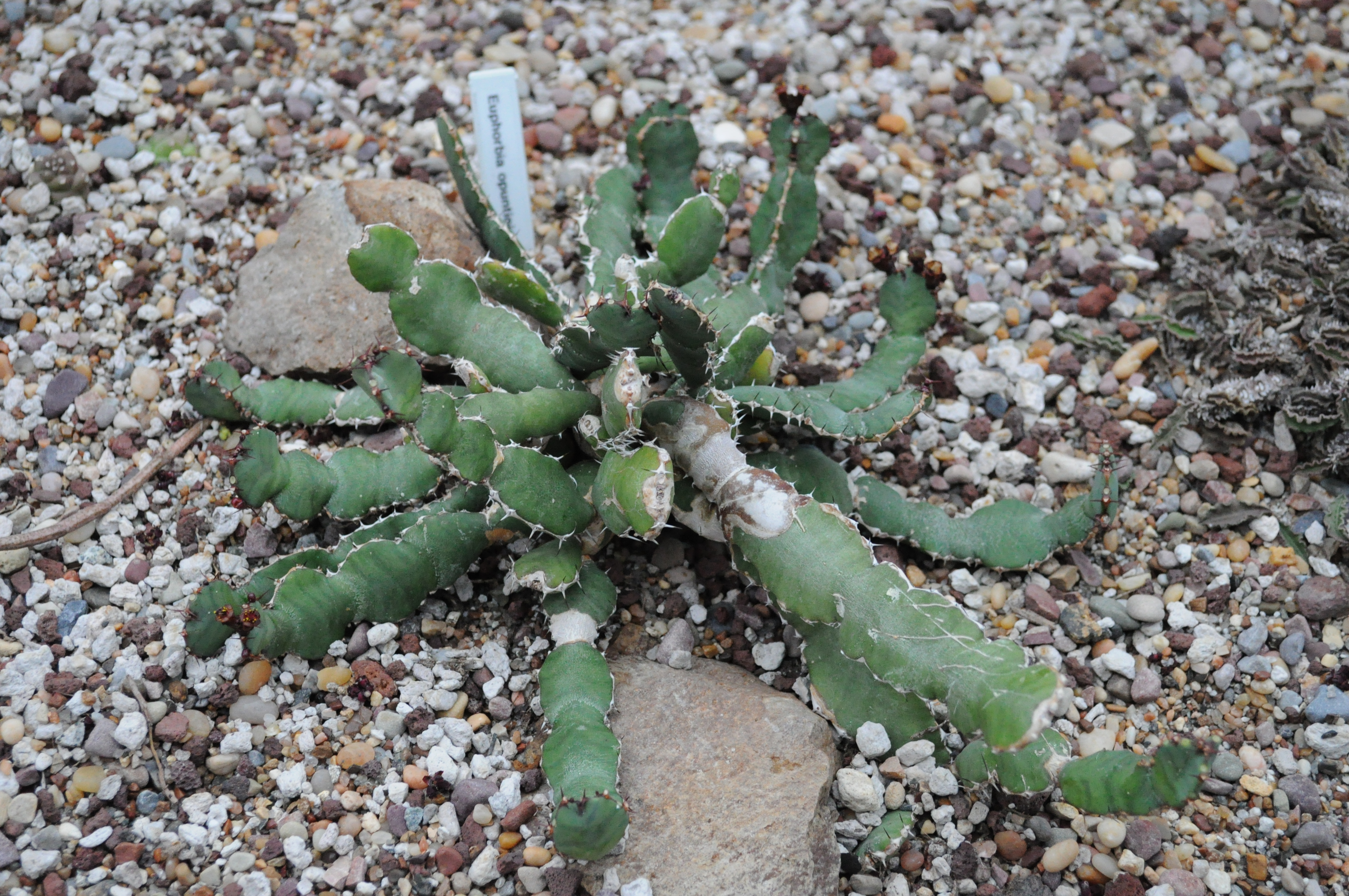